# Abdoul-Gafar Mamah
Abdoul-Gafar Mamah (Lomé, 24 de agosto de 1985) é um futebolista profissional togolês que atua como defensor.

## Carreira
Abdoul-Gafar Mamah representou o elenco da Seleção Togolesa de Futebol no Campeonato Africano das Nações de 2017.